# 汪希萱
汪希萱（1928年4月—），男，安徽休宁人，中华人民共和国化工机械专家、政治人物，浙江大学教授，浙江省政协原副主席，第七届全国政协委员。